# Environment Protection and Biodiversity Conservation Act 1999
O Environment Protection and Biodiversity Conservation Act 1999 (em português:  Estatuto de Proteção Ambiental e Conservação da Biodiversidade de 1999) (EPBC Act) é um estatuto do Parlamento da Austrália que fornece uma estrutura para a proteção do meio ambiente australiano, incluindo sua biodiversidade e seus locais naturais e culturalmente significativos. Promulgado em 17 de julho de 2000, estabeleceu uma série de processos para ajudar a proteger e promover a recuperação de espécies ameaçadas e comunidades ecológicas, e preservar lugares significativos do declínio. O EPBC Act é, desde junho de 2020, administrado pelo Departamento de Agricultura, Água e Meio Ambiente. Listas de espécies ameaçadas são elaboradas de acordo com o estatuto, e essas listas, a principal referência para espécies ameaçadas na Austrália, estão disponíveis online por meio do Species Profile and Threats Database (SPRAT).
Como um estatuto do parlamento australiano, sua validade constitucional depende dos poderes legislativos do parlamento concedidos pela constituição australiana, e as principais disposições do estatuto são amplamente baseadas em uma série de tratados internacionais, multilaterais ou bilaterais.
Uma série de revisões, auditorias e avaliações do estatuto consideraram que ele é profundamente falho e, portanto, não oferece proteção ambiental adequada. Em setembro de 2020, o estatuto passou por uma revisão estatutária independente liderada pelo professor Graeme Samuel. Após o lançamento de um relatório provisório em julho, a Ministra do Meio Ambiente Sussan Ley apresentou a Emenda do EPBC no Parlamento em 27 de agosto de 2020.

## História
O Environment Protection and Biodiversity Conservation Act 1999, também conhecido como EPBC Act, substituiu o National Parks and Wildlife Conservation Act 1975, depois que essa legislação foi revogada pelo Environmental Reform (Consequential Provisions) Act 1999. O Environmental Reform Act também revogou quatro outros estatutos: Environment Protection (Impact of Proposals) Act 1974; Endangered Species Protection Act 1992; World Heritage Properties Conservation Act 1983; e o Whale Protection Act 1980. Este estatuto também fez alterações consequentes em outra legislação e vários arranjos administrativos, exigidos pelo novo esquema introduzido pelo EPBC Act.
O EPBC Act recebeu o consentimento real em 16 de julho de 1999 e entrou em vigor em 16 de julho de 2000.
O Environment Protection and Biodiversity Conservation Regulations 2000 também começaram em 16 de julho de 2000, (com 21 emendas até o mais tardar em 17 de dezembro de 2018). O objetivo dos regulamentos é dar efeito às disposições da EPBC Act.
O EPBC Act teve muitas emendas ao longo de sua vida. As alterações significativas incluem o seguinte:
- A Lista do Patrimônio Nacional foi estabelecida por uma emenda em setembro de 2003.[7]
- As emendas aprovadas em fevereiro de 2007 visavam tornar o estatuto "mais eficiente e eficaz por meio do uso, em parte, de abordagens estratégicas para questões ambientais, reduzindo o tempo e o custo de processamento e disposições mais rígidas de fiscalização".[4]
- Em 22 de junho de 2013, alterações significativas ao EPBC Act tornaram-se lei, conhecidos como "water trigger", tornando os recursos hídricos uma questão de importância ambiental nacional, em relação ao desenvolvimento de grande mineração de carvão.[8][4]